# Întreprindere
Întreprinderea este o unitate economică de producție, de prestații de servicii sau de comerț. Întreprindere este orice formă de organizare a unei activități economice, autonomă patrimonial și autorizată potrivit legilor în vigoare să facă acte și fapte de comerț, în scopul obținerii de profit prin producerea de bunuri materiale și vânzarea acestora pe piață sau prin prestări de servicii, în condiții de concurență.

## Clasificarea întreprinderilor
În scopul sistematizării diferitelor tipuri de întreprinderi, se disting următorii factori, conform cărora întreprinderile sunt împărțite în grupuri:
- forma de proprietate;
- apartenența la industrie;
- forma juridică;
- mărimea întreprinderii;
- resursele utilizate;
- locație;
- identitatea națională a proprietarilor întreprinderii;
- structura de producție.

Forma de proprietate distinge întreprinderile situate în:
- proprietatea statului;
- proprietatea municipală;
- proprietate privată;
- proprietatea organizațiilor publice;
- altă formă de proprietate (proprietăți mixte, proprietăți ale persoanelor străine, apatrizi).

Scara întreprinderii este împărțită în întreprinderi mici, medii și mari. Factorii de clasificare care determină atitudinea unei întreprinderi față de întreprinderile mici, mijlocii sau mari sunt: numărul de angajați, cifra de afaceri anuală, valoarea capitalului fix, numărul locurilor de muncă, costul forței de muncă, utilizarea materiilor prime.
Privind forma juridică a societății sunt împărțite în parteneriate individuale (parteneriate și companii de afaceri), corporații (societăți pe acțiuni, corporații de stat).
Potrivit scopului întreprinderii pot fi împărțite în scopuri comerciale și non-profit.
În sectorul industrial, întreprinderile sunt împărțite în:
1. întreprinderile industriale care realizează producția de diverse bunuri;
2. întreprinderile comerciale care nu produc singure mărfuri, ci îndeplinesc funcții de distribuție;
3. companiile de transport angajate în transporturi prin intermediul unor vehicule diverse;
4. întreprinderile de servicii care oferă diverse servicii, cum ar fi hoteluri, firme de consultanță și altele;
5. companiile de servicii financiare:
  - bănci care colectează fonduri, acordă împrumuturi și furnizează alte tipuri de servicii financiare;
  - societățile de asigurare care efectuează asigurarea împotriva diferitelor tipuri de riscuri.